# Студія

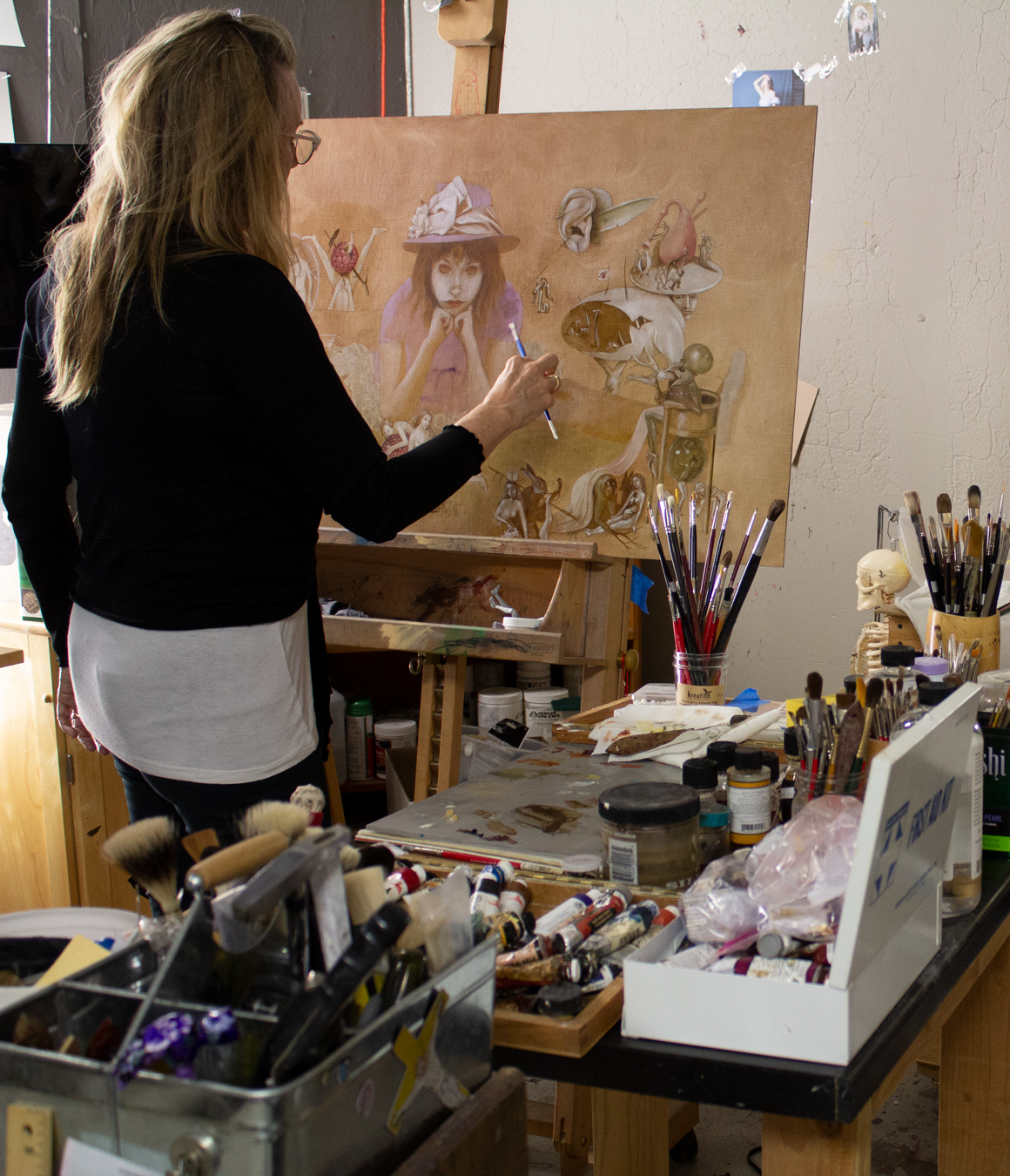
Художниця в студії

Сту́дія — це робоча (творча) кімната митців або їх помічників, що також працюють у цьому приміщенні. Таким чином визначаються різновиди приміщення за напрямом діяльності: скульптурна майстерня, малювальна майстерня, фотостудія, студія дизайну, кіностудія, анімаційна студія, радіостудія, телестудія, вебстудія та студія звукозапису.
Етимологічне походження цього слова бере початок від італійського слова «studium» (від studere — навчання).

## Ательє
Особливим різновидом студій, що треба відокремити є ательє. Ательє (від фр. atelier) — студія дизайну високої моди. Отримали розвиток у середньовіччі і особливо під час епохи відродження як малювальна майстерня. У сучасному розумінні ательє — творча студія дизайнерів, що працюють на дім моди. Ательє — це перш за все мистецька студія.

## Видавничі студії

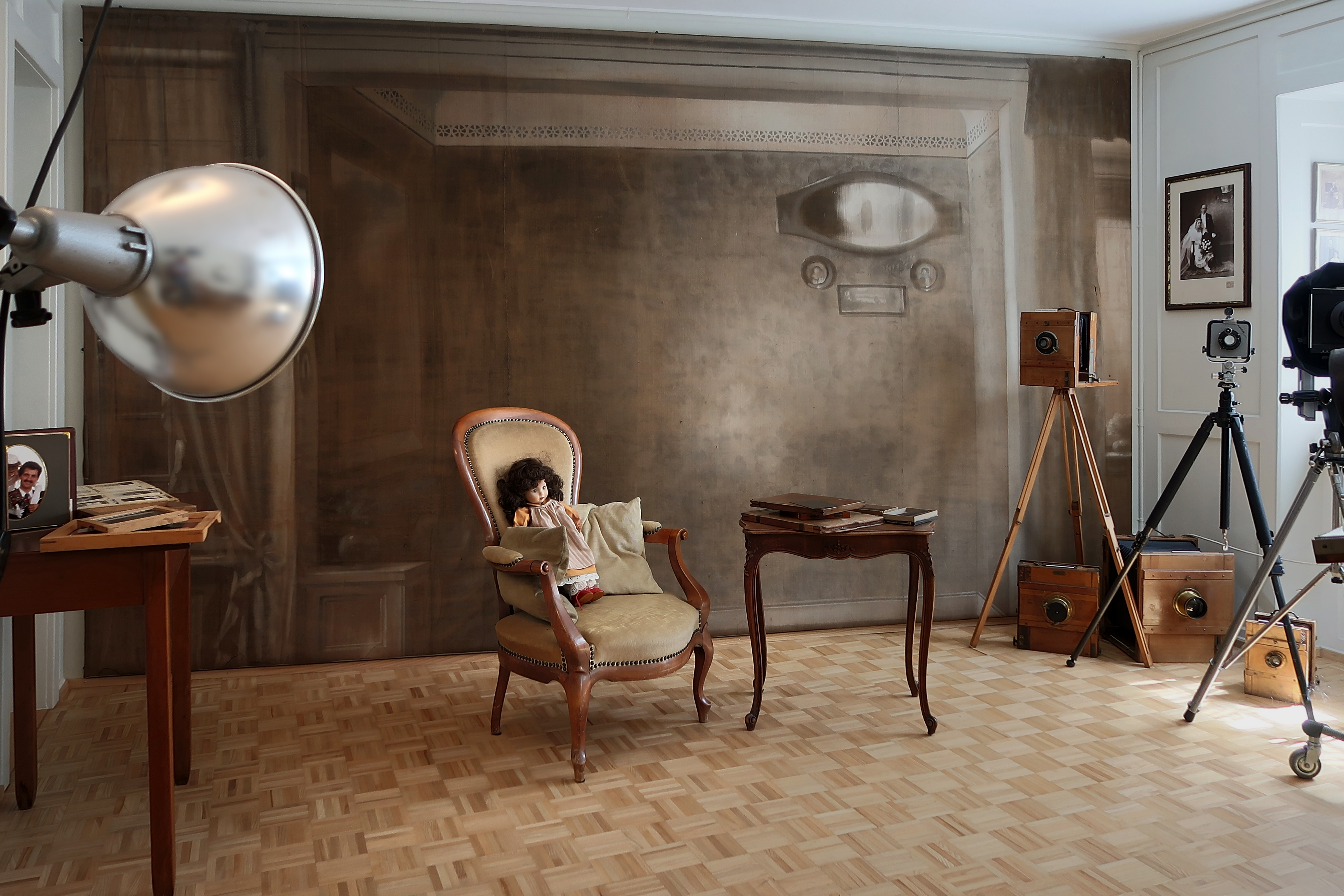
Фотостудія

Ринкові відносини сучасного світу перетворили мистецьку студію на видавничу. Тобто студію, що виробляє ринковий продукт. Цей продукт надходить до ринку продажу безпосередньо і дуже часто у серійному виробництві.

### Фотостудія
Фотостудія — одночасно творче приміщення та корпоративне об'єднання, що займаються виготовленням фотографії. Як творча студія, фотостудія надає послуги щодо створення, обробки, тиражування та копіювання фотографії.

### Студія дизайну
Студія дизайну — видавнича студія, що виробляє дизайн. Студії дизайну дуже різняться за видом дизайну, що вони виробляють. Класифікуючи за дизайном можна відокремити такі видавництва:
- студія графічного дизайну
- студія вебдизайну
- студія ландшафтного дизайну
- студія дизайну інтер'єру
- студія дизайну екстер'єру

### Кіностудія
Кіностудія — видавнича студія, що виробяє та розповсюджує свій основний продукт — кінофільм. Найбільшою кіностудією в Україні є Київська кіностудія імені Олександра Довженка.